# Hereford Cross (manzana)
Hereford Cross es una  variedad cultivar de manzano (Malus domestica). 
Un híbrido del cruce de Cox's Orange Pippin x Parental-Padre donante del polen no se conoce. Criado en 1913 por G.T. Spinks en la Long Ashton Research Station (Estación de investigación Long Ashton), Bristol, Inglaterra. Las frutas tienen una pulpa firme y crujiente con un sabor bastante dulce y subácido.

## Historia
'Hereford Cross' es una variedad de manzana, híbrido del cruce como Parental-Madre de Cox's Orange Pippin x polen del Parental-Padre Desconocido. Criado en 1913 por G.T. Spinks en la Long Ashton Research Station (Estación de investigación Long Ashton), Bristol, Inglaterra (Reino Unido).
'Hereford Cross' se cultiva en la National Fruit Collection con el número de accesión: 1930-032 y Accession name: Hereford Cross.

## Características
'Hereford Cross' árbol de extensión erguida, de vigor moderadamente vigoroso, portador de espuela; se desarrolla mejor en climas templados, no demasiado secos y con una temporada de crecimiento larga. Tiene un tiempo de floración que comienza a partir del 5 de mayo con el 10% de floración, para el 10 de mayo tiene una floración completa (80%), y para el 17 de mayo tiene un 90% caída de pétalos.
'Hereford Cross' tiene una talla de fruto medio; forma cónica aplanada, con una altura de 45.00mm, y una anchura de 64.00mm; con nervaduras medias; epidermis con color de fondo amarillo blanquecino, con un sobre color rojo, importancia del sobre color medio a alto, y patrón del sobre color rayas / manchas presentando la piel un rayado enrojecido granate oscuro en la cara expuesta al sol, "russeting" (pardeamiento áspero superficial que presentan algunas variedades) bajo; cáliz tamaño grande y abierto, ubicado en una cuenca ancha y poco profunda; pedúnculo largo y moderadamente delgado, colocado en una cavidad profunda, en forma de embudo y con un ligero "russeting"; carne es de color crema, crujiente y agudo. Sabores de matices ricos.
Listo para cosechar a finales de agosto. Se conserva bien durante dos meses en cámaras frigoríficas.

## Usos
Es una buena manzana fresca para comer en mesa.

## Ploidismo
Diploide, aunque es autofértil, sin embargo mejora con el polen del Grupo de polinización: C, Día 1O.